# Subscript
Een subscript of inferieur is een teken dat lager dan de normale schrijfhoogte gezet wordt. 
- In de wiskunde worden daarmee indices aangegeven: {\displaystyle a_{1}x+a_{2}y+a_{3}z}.
- In de chemie kan het aangeven hoeveel atomen van die atoomsoort zich in de moleculen bevinden bijvoorbeeld H2O.
- In de chemie en kernfysica wordt soms het atoomnummer als subscript vóór het symbool geschreven: 92U. Een superscript is de kernmassa: 235U.